# La Main noire (France)
Pour les articles homonymes, voir La Main noire.
La Main noire est un réseau de jeunes adolescents résistants créé en septembre 1940 à Strasbourg par Marcel Weinum.
Il se compose de jeunes garçons de 14 à 18 ans. Certains sont enfants de chœur et membres de la Maîtrise de la cathédrale de Strasbourg. Presque tous sont apprentis et fils d’ouvriers et ils agissent le plus souvent à l’insu de leurs parents. La plupart sont des membres contraints des jeunesses hitlériennes du fait de l’annexion de l’Alsace-Moselle.
Constitué sans le soutien d’aucun adulte, structuré en cellules étanches, doté d’armes et de locaux, ce réseau s'est spécialisé dans la contre-propagande, le sabotage et le renseignement.
Jugé avec neuf de ses camarades par un tribunal spécial à Strasbourg en mars 1942, leur chef Marcel Weinum a été condamné à mort et décapité le 14 avril 1942 à Stuttgart, en Allemagne.

## Histoire
En septembre 1940, le réseau se baptise La Main noire pour « symboliser la main vengeresse qui s'oppose aux affronts nazis faits à l'Alsace ».
Pour cloisonner l'organisation, Marcel Weinum répartit les membres par équipes de trois et désigne des chefs de groupes. Certains membres ne se connaîtront qu'en prison.
Dès octobre 1940, La Main noire multiplie sur les murs de Strasbourg croix de Lorraine et inscriptions patriotiques.
À partir de novembre, l’organisation sabote installations de chemin de fer et postes de transmission de la Wehrmacht, pille les automobiles allemandes en stationnement, crève les pneus et récupère armes, papiers et bons d’essence.
En décembre 1940, La Main noire commence à lancer des grenades contre les vitrines qui exposent le buste ou la photo d’Hitler : plusieurs commerçants préfèrent dès lors prendre le risque de lourdes amendes plutôt que de voir voler en éclats leur devanture. Le groupe explore les fortins abandonnés de la ligne Maginot et y trouve toutes sortes de munitions – cartouches, grenades, dynamite – qui sont cachés près du domicile des parents.
Marcel Weinum loue en  1941 un appartement rue de la Bourse à Strasbourg qu’il paie avec l’argent récolté lors des cambriolages de bureaux d’organisations nazies. Équipé d’une machine à écrire, il rédige des tracts, qui sont éparpillés dans la rue, distribués dans les boîtes à lettres, collés aux murs des immeubles ou même expédiés par la poste à certaines personnalités allemandes.
En avril  1941, Marcel Weinum et Lucien Entzmann récupèrent dans un fort des stocks de munitions. Le 8 mai 1941 vers 22 h, Marcel Weinum et Albert Uhlrich lancent chacun une grenade sur le pare-brise de la voiture officielle du gauleiter Wagner stationnée entre la place des Étudiants et la place Kléber, devant le restaurant Adelshoffen (anciennement « de la Marne »). Le pare-brise vole en éclats, la voiture est détruite mais le gauleiter, plus haut représentant de Hitler en Alsace se trouvant dans un café et n'ayant pas encore regagné sa voiture échappe de peu à une mort certaine. Exaspéré par les actions de La Main noire, le gauleiter veut que des mesures radicales soient prises « contre ceux qui en Alsace ont poussé l'audace jusqu'à s'en prendre à la vie du représentant du Reich ».
Marcel Weinum et Ceslav Sieradzki sont arrêtés le 20 mai 1941 à la frontière suisse alors qu'ils tentent de rejoindre Bâle pour contacter un agent du consulat britannique et trouver des fonds afin de continuer la lutte contre le nazisme. Ils blessent par balle un douanier allemand en tentant de s'enfuir.
Les 18 et 28 juillet 1941, le Sicherheitsdienst, service de sécurité (SD) arrête l’ensemble du réseau. Ils sont internés à la prison de Mulhouse. Ils y subissent un interrogatoire musclé pendant 24 jours. Le 11 août 1941, ils sont transférés, par la Gestapo, à la prison de Strasbourg sauf Marcel Weinum, Ceslay Sieradzki, André Mathis et Lucien Entzman qui sont considérés comme les chefs et internés à Kehl.
Le 10 octobre 1941, une partie de ses membres est internée au camp de Schirmeck.
Le 12 décembre 1941 au matin, Ceslav Sieradzki est lui aussi transféré au camp de Schirmeck. Le même jour, les haut-parleurs annoncent que Ceslav Sieradzki a été fusillé « pour cause de résistance ». C’est la première fois qu’est utilisé en Alsace par les nazis le terme de « résistance ». Ceslav Sieradski, orphelin polonais, est ainsi le premier résistant d’Alsace mort pour la France. Il aura été exécuté d'une balle dans la nuque sans procès préalable.
Dix membres du réseau sont traduits devant le Sondergericht (tribunal du peuple) à Strasbourg le 27 mars 1942. Marcel Weinum est condamné à mort et décapité le 14 avril 1942  à Stuttgart, en Allemagne et les autres subissent des « mesures de redressement » et des peines de prison.
Le 14 avril 1942, les quatorze jeunes de La Main noire qui n’ont pas été jugés apprennent, au camp de Schirmeck, l’exécution de Marcel Weinum. Douze d’entre eux sont libérés et avec leurs camarades jugés sont aussitôt incorporés de force dans le Reichsarbeitsdienst (« Service du travail pour le Reich », RAD), le service paramilitaire de travail du Reich. Seuls restent en détention André et René Kleinman dont le frère Louis alias « Kayser » est responsable du groupe Uranus-Kléber pour le Deuxième Bureau (le renseignement français).

## Liste des membres de la Main noire
- Marcel Weinum alias « Schmitt »[2] est le créateur et le chef de l'organisation. Il a 16 ans.

- Robert Adam en mai 1941, avec André Mathis, Lucien Entzmann, Xavier Nicole et des membres de la Feuille de Lierre, peint les boites aux lettres de la Reichpost strasbourgeoise aux trois couleurs nationales.
- Lucien Albrecht.

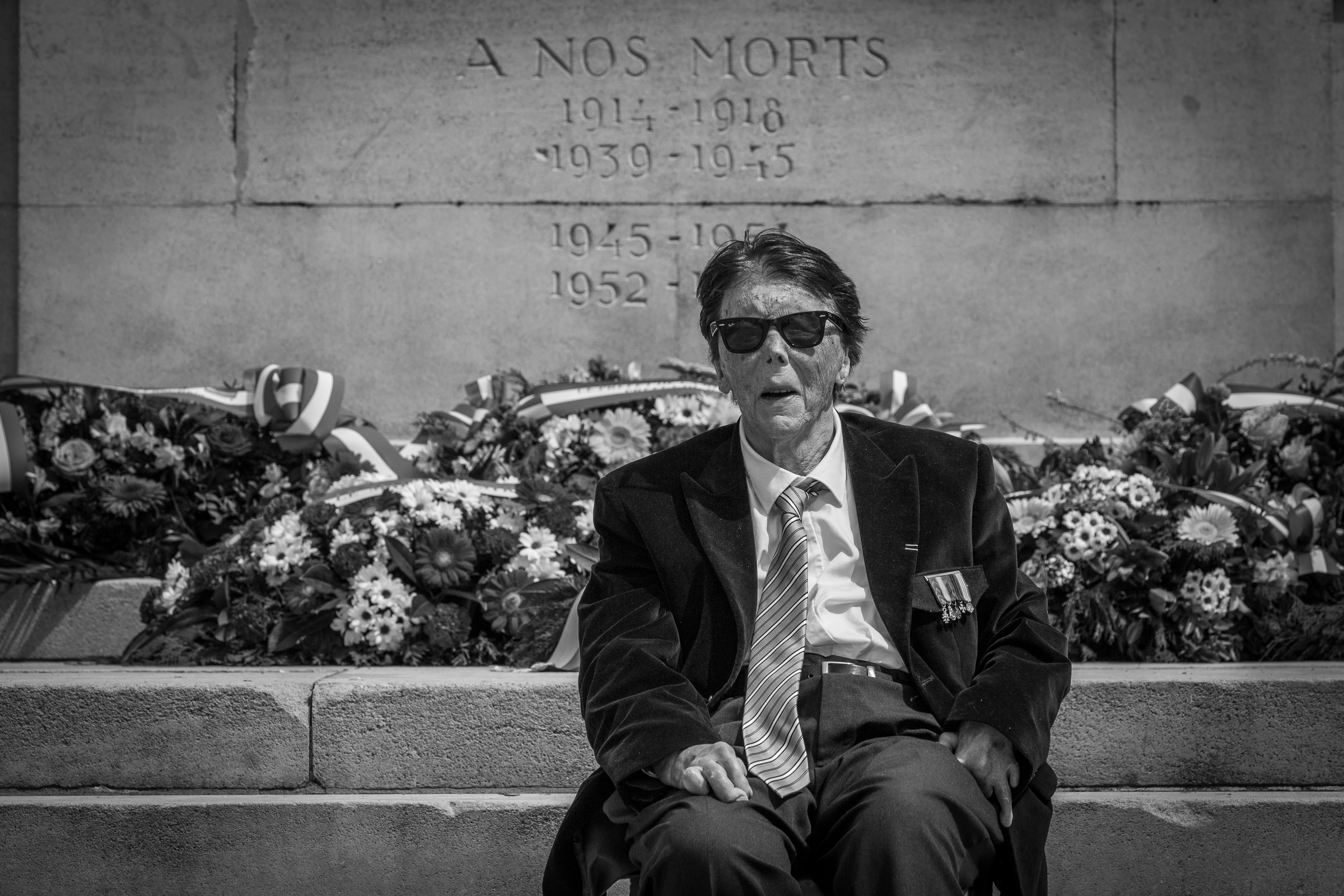
Jean-Jacques Bastian devant le monument aux morts de Strasbourg le 8 mai 2015.

- Jean-Jacques Bastian (1924-2018), alias « Franzmann », chef de groupe, ne parle ni le dialecte, ni l'allemand. Il a 17 ans, il est apprenti-arpenteur. Il est le fils d'un ferblantier de Nancy qui emménage avec ses trois enfants à Strasbourg en 1933. C'est lui qui propose le nom de La Main noire pour le groupe. Il est chargé de préparer les opérations du groupe. Avec Aimé Martin, il fabrique des explosifs artisanaux. Après sa détention, le 20 octobre 1942, il est incorporé de force au 53e régiment d'artillerie lourde motorisée. Il est affecté sur le front de l'Est. Soupçonné à juste titre, avec d'autres malgré-nous, d'actes de résistance au sein de son régiment, il est, volontairement, très grièvement brûlé par un sous-officier allemand qui piège la pièce où dorment les malgré-nous du régiment. Deux ans après la fin de la guerre, il est toujours hospitalisé[2].

- Robert Bildstein a 15 ans. Il est le fils d'un technicien en électromécanique. Il travaille comme garçon de course dans une blanchisserie. Il habite rue des Orphelins dans le même immeuble que Marcel Keller avec lequel il coupe régulièrement les câbles téléphoniques de l'armée allemande[2].
- Lucien Entzmann (chef de groupe) est apprenti droguiste. Sa mère tient une petite épicerie près de la place Kléber. Il a 16 ans. Il très actif dans le groupe. Il fait la connaissance de Xavier Nicole qui leur donne la solution pour pénétrer dans le fort Ulrich-Hoch à Illkirch-Graffenstaden où sont stockées des grenades à main. Après la destruction de La Main noire, il sort de détention le 31 mai 1942 et reprend le combat avec le groupe Schaeffer[2]. Il effectue son service au Reichsarbeitsdienst (RAD) du 25 novembre 1943 au 16 février 1944 puis il est incorporé de force dans la Wehrmacht le 24 février 1944. Blessé en Lituanie, il profite de sa permission de convalescence à Strasbourg pour se mutiler le pied. Il déserte le 3 septembre 1944 et se réfugie chez un paysan de Goxwiller jusqu'à la Libération[1].
- Marcel Keller (chef de groupe) a 15 ans. Il habitait rue des Orphelins. Sa mère est décédée en 1934 et deux de ses quatre frères sont à l'orphelinat. Il travaille comme manœuvre dans un magasin de papier peint[2].
- René (chef de groupe) et André Kleinmann sont les frères de Louis Kleinmann, alias « capitaine Kayser » officier de carrière du deuxième bureau français et qui gère le réseau Uranus-Kléber (Haut-Rhin)[1]. René est libéré au mois de septembre 1943 en récompense d'avoir été volontaire pour déterrer des bombes non explosées dans le quartier de Neudorf à Strasbourg. Mais il est immédiatement incorporé de force dans la Wehrmacht où il participe à une manifestation d'Alsaciens dans son régiment. Il est condamné à mort pour « démoralisation de l'armée allemande » par le Reichskriegsgericht de Strasbourg. Grâce à la complicité d'un médecin-résistant alsacien, le Docteur Flesch, son jugement est cassé et il est condamné à 18 mois de réclusion criminelle. Il est envoyé dans un bataillon disciplinaire. Le 4 décembre 1944, René Kleinmann réussit à déserter et à rejoindre les lignes américaines dans la région d'Aix-la-Chapelle. Il s'engage pour la durée de la guerre et est affecté au Service de Renseignement (SR) de la première Armée Française[2].
- Jean-Marie Kuntz.
- Charles Lebold (adjoint) est comme un frère aîné pour Marcel Weinum depuis qu'il avait été mis en nourrice dans la famille Lebold. C'est le seul majeur du groupe, il a 24 ans. Il a été mobilisé dans une unité de Défense contre l'aviation (DCA), il est démobilisé en tant qu'Alsacien-Lorrain et rentre en Alsace en septembre 1940. Charles s'était préparé à entrer dans les ordres. Au décès de ses parents, il abandonne son projet et devient bûcheron, puis commis aux écritures à la gare de triage de Strasbourg-Hausbergen[2].
- Aimé Martin a 15 ans, il possède des connaissances en chimie et en armes à feu. Avec Jean-Jacques Bastian, ils sont nommés responsables du secteur " Armement-explosifs "[2].
- Bernard Martz est apprenti dans l'entreprise de radioélectricité Kieffer. Après sa sortie du camp de Schirmeck, il reprend le combat avec le groupe Schaeffer pour lequel il vole un poste de radio chez son employeur. Le groupe réalise une radio de résistance locale émettant sur une quinzaine de kilomètres autour de Strasbourg. Les repérages goniométriques devenant de plus en plus précis, le groupe Schaeffer arrête les émissions radios. Bernard remet discrètement le matériel chez son employeur[2].
- André Mathis (adjoint) est un apprenti mécanicien-dentiste dont le père travaille à la Reichsbahn[2]. Il participe à toutes les actions du groupe. Il a 15 ans.
- René Meyer (adjoint) a 14 ans. Il est le fils d'un chauffeur affecté au Service des lignes des PTT[2]. Il participe à tous les types d'opérations du groupe (sabotages, tapage….). Incorporé de force dans la Wehrmacht après sa détention, il est porté disparu sur le front de l'Est[2].
- François Mosser.
- Xavier Nicole appartient aussi au groupe « Feuille de Lierre » d'Illkirch-Graffenstaden. Ce groupe est démantelé en même temps que La Main noire. Il devient agent de liaison entre les deux groupes[1]. Il guide Marcel Weinum et Albert Uhlrich dans le fort Hoche pour trouver les grenades et les explosifs qu'utilisera la Main noire[2]. Il est arrêté le 28 juillet 1941 et est envoyé au camp de Schirmeck le 10 octobre 1941. Il est libéré le 2 avril 1942 pour être incorporé de force dans la Wehrmacht. Il est fait prisonnier de guerre sur le front de l'Est. Il sort d'internement en  1945.
- Ceslav Sieradzki adjoint de Marcel Weinum, il est un des éléments les plus actifs de l'organisation. Il a 16 ans[1]. Il est apprenti boulanger. Orphelin, il habite chez sa sœur. Il effectue plusieurs déplacements en Suisse pour contacter le consulat britannique. Il est capturé deux fois à la frontière. Ses confidences à un mouton[6] placé avec lui en cellule entraînent la perte de La Main noire et en cascade celle de la Feuille de Lierre[7]. Le 12 décembre 1941, après avoir été maltraité, il est abattu sommairement et sans jugement au camp de Schirmeck. Ses derniers mots sont « Vive la France ». Le communiqué officiel allemand annonce qu'il « a été fusillé pour Résistance », c'est la première fois que ce terme est employé par l'occupant[2].

- René Spengler.
- Albert Uhlrich (adjoint) a 14 ans. Il est le fils d'un employé des Tramways Strasbourgeois. Il habite boulevard de Lyon à Strasbourg. Il est apprenti ajusteur dans une entreprise du quartier de la Meinau à Strasbourg. Il est très actif au sein du groupe. Le 8 mai 1941 avec Marcel Weinum, il grenade la voiture du Gauleiter Robert Wagner[2].
- Fessner.
- Zottner.
- Mengus avec Keller, Voirol et Meyer, tente d'incendier le parc de camion de l'Organisation Todt du quartier du Neudorf à Strasbourg. Surpris par un chauffeur, ils s'enfuient[2].

## Les hommages aux survivants du réseau

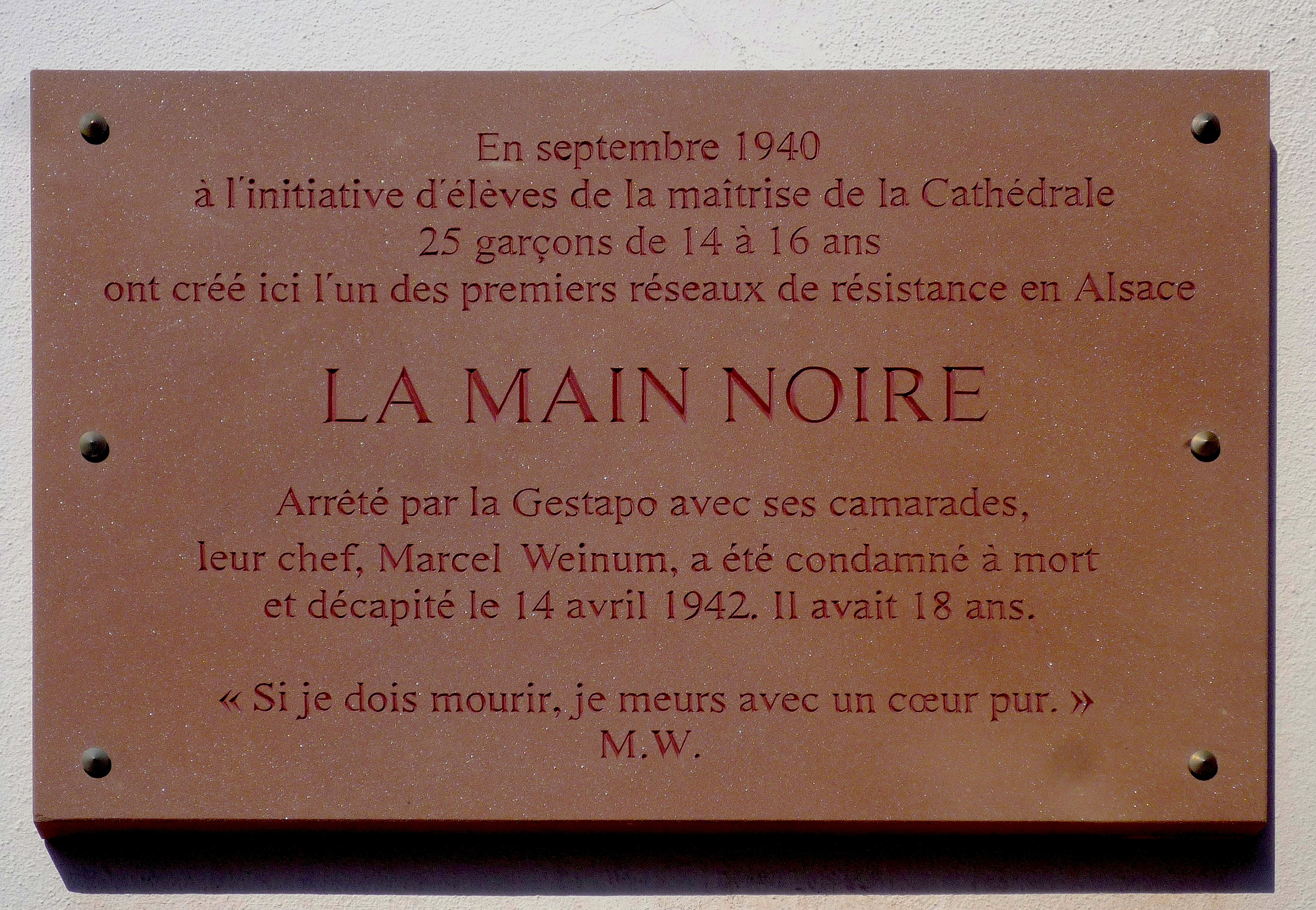
La plaque commémorative apposée sur la façade du Collège épiscopal Saint-Étienne à Strasbourg

C’est la publication en octobre 2007 de l’ouvrage de Gérard Pfister Marcel Weinum et la Main Noire, avec une préface de Pierre Sudreau, Président de la Fondation de la Résistance, et une introduction d’Alfred Grosser qui a permis d’appeler à nouveau l’attention sur le réseau de La Main noire, presque totalement tombé dans l’oubli, et de rendre enfin l’hommage qui leur était dû à Marcel Weinum et à ses compagnons.
Cet ouvrage a pu être écrit grâce aux précieux documents et témoignages conservés par René Kleinmann, frère de lait de Marcel Weinum et, avec son frère André Kleinmann, l’un des tout premiers membres du réseau, décédé en 2009. Il doit également beaucoup aux recherches menées durant de longues années par Marie Brassart-Goerg, journaliste aux Dernières Nouvelles d'Alsace, en particulier pour perpétuer la mémoire de Ceslav Sieradzki.
À la suite de ce livre, les cinq survivants du réseau ont reçu en novembre 2007 des mains de M. Robert Grossmann, président de la Communauté Urbaine de Strasbourg, la médaille d’honneur de la Ville de Strasbourg et Jean-Jacques Bastian a été fait chevalier dans l'ordre de la Légion d'honneur.
C’est aussi à la suite de cette publication que le principe d'une plaque commémorative a été décidé par M. Robert Grossmann en 2007, plaque qui fut apposée à l’entrée du collège épiscopal Saint-Étienne et inaugurée après les élections municipales de 2008 par le nouveau maire de Strasbourg, M. Roland Ries.

### Filmographie
Un documentaire de 52 minutes a été réalisé en 2010 sous le titre La Main noire par Jean-Baptiste Frappat (auteurs : Jean-Baptiste Frappat et Daniel Psenny) d’après le livre de Gérard Pfister Marcel Weinum et la Main Noire. Il a été coproduit par JEM Productions et France 3 Alsace avec le soutien de la Région Alsace.